# Омаль (графство)
Омаль (фр. Aumale) — небольшое графство (с 1547 года — герцогство) на востоке Нормандии в Средние века. Графство возникло во второй половине XI века, когда эту территорию унаследовала Аделаида, сестра Вильгельма Завоевателя. Административным центром являлся город Омаль.
На ранних этапах существования графства его правители являлись вассалами герцогов Нормандии, а после завоевания Нормандии в 1204 году Филиппом II Августом — королей Франции. В 1547 году графство было преобразовано в герцогство Омальское, право на титул которого получили представители дома де Гиз. Титул герцога Омальского продолжал существовать до конца XIX века, в настоящее время его использует один из представителей Орлеанской линии Бурбонов.
Несмотря на переход Нормандии в начале XIII века под власть королей Франции, титул графа Омальского (в английском варианте — граф Альбемарль (англ. Earl of Albemarle)) сохранился в системе британских титулов (о графах и герцогах Альбемарль: граф Альбемарль и герцог Альбемарль).

## География
Графство Омаль находилось на границе Нормандии и Пикардии в области Брей. Его территория была крайне незначительно и охватывала лишь ближайшие окрестности города Омаль. На севере и западе графство граничило с графством Э, к югу находились земли нормандского Вексена. Административным центром являлся замок и город Омаль, находящийся на полпути из Амьена в Руан. В настоящее время территория графства относится к департаменту Сена Приморская.

## История
Сеньоры д’Омаль известны с первой половины XI века. В середине XI века замок Омаль перешёл во владение графов Понтье, а после смерти Ангеррана II де Понтье в 1053 году его унаследовала его вдова Аделаида Нормандская, сестра Вильгельма Завоевателя. Третьим браком Аделаида вышла замуж за Эда III де Блуа, графа де Труа, который в 1069 году (по другим сведениям в 1081 году) был возведён в титул графа.
Помимо Омаля в Нормандии Эд де Блуа после нормандского завоевания Англии приобрёл обширные владения в Англии, в частности Холдернесс в западном Йоркшире и Битам в Линкольншире. Английские земли графов Омальских впоследствии стали известны как фьёф Альбемарль (от раннефранцузского варианта названия города Омаль).
Сын и наследник Эда де Блуа Стефан Омальский, будучи племянником Вильгельма Завоевателя по матери, одно время даже рассматривался как кандидат на английский престол, однако сам он не предпринимал попыток овладеть короной Англии.
Сын Стефана Вильгельм Омальский принимал активное участие в политической борьбе в Англии в 1130-х — 1140-х годах на стороне короля Стефана Блуаского и отличился в битве Штандартов 1138 года и сражении при Линкольне 1141 года.
В 1194 году графство Омаль было конфисковано французским королём Филиппом II Августом у его владельцев. Спустя десять лет вся Нормандия была завоёвана французами и вошла в состав королевского домена. Англия не признала конфискацию Омаля, а его наследники из дома де Фор продолжали носить титул графов Албемарля, хотя их владения уже не включали собственно Омаль.
Само графство Омальское в 1204 году было пожаловано французским королём Рено де Даммартену, графу Булони.
Жанна де Даммартен, племянница графа Рено, вышла замуж за Фердинанда III, короля Кастилии, и Омаль перешёл к боковой линии Кастильского королевского дома, по прекращению которой графство унаследовал род д’Аркур.
В 1418 году, в ходе Столетней войны, Верхняя Нормандия, включая Омаль, была завоёвана англичанами. Английский король Генрих V передал графство своему младшему брату Томасу, герцогу Кларенсу. В то же время французский претендент на титул графа д’Омаля, Жан VIII д'Аркур был назначен генерал-лейтенантом Нормандии и руководил действиями французских войск против англичан, пока не погиб в 1424 году в битве при Вернее.
После изгнания английских войск из Нормандии в 1450 году Омальское графство перешло по наследству в 1452 году к младшей линии Лотарингского дома, чьи представители в 1528 году получили титул герцогов де Гиз.
В 1547 году Омаль также был повышен до статуса герцогства. Клод де Гиз в 1550 году разделил свои обширные владения в Лотарингии и Нормандии между своими детьми. Титул герцога Омальского перешёл к его третьему сыну Клоду II, активному участнику религиозных войн во Франции и одному из организаторов Варфоломеевской ночи.
Его сын и наследник герцог Карл продолжил политику своего отца, став лидером Католической лиги, а после убийства в 1588 году Генриха де Гиза возглавил борьбу католической партии Франции против Генриха Наваррского. После своего пленения в сражении при Иври, в 1595 году Карл Омальский был изгнан из страны и скончался в Брюсселе. Автономия герцогства вскоре была полностью ликвидирована, а титул сохранён за потомками герцога Карла из Немурской линии Савойского дома.
В 1686 году титул герцога Омальского был продан Луи-Огюсту де Бурбону, внебрачному сыну короля Людовика XIV.
Сын Луи-Огюста в 1773 году уступил все свои владения Людовику XVI за 12 миллионов ливров, однако после его смерти эта сделка была аннулирована, а Омаль перешёл во владение Луи-Жан-Мари де Бурбона, герцога де Пентьевра.
В 1821 году, после смерти дочери последнего, титул герцога Омальского унаследовал Луи-Филипп I Орлеанский, будущий король Франции.
Его сын Анри, герцог Омальский, участвовал в завоевании Алжира, а после свержения своего отца в 1848 году стал одним из лидеров орлеанистов, боровшихся за восстановление монархии во Франции. Со смертью Анри в 1897 году титул герцога Омальского перестал существовать.
В настоящее время этот титул использует Фульк Орлеанский, один из представителей Орлеанской ветви династии Бурбонов.